# رونی گاربوشفسکی
رونی گاربوشفسکی (انگلیسی: Ronny Garbuschewski؛ زادهٔ ۲۳ فوریهٔ ۱۹۸۶) بازیکن فوتبال اهل آلمان است.
از باشگاه‌هایی که در آن بازی کرده‌است می‌توان به باشگاه فوتبال زاکسن لایپزیگ، باشگاه فوتبال فورتونا دوسلدورف، باشگاه فوتبال هانزا روستوک، باشگاه فوتبال انرژی کوتبوس، و باشگاه فوتبال کمنیتس اشاره کرد.